# Chard
Chard ist eine kleine englische Stadt in der Grafschaft Somerset im Südwesten des Vereinigten Königreichs. Sie hat rund 11.700 Einwohner und liegt ca. 25 km westlich von Yeovil, am Rande zur Grafschaft Devon. Mit 125 m ist sie der höchstgelegene Ort in der Grafschaft.

## Geschichte
Es wird vermutet, dass Chard einer der Hauptsitze von Cerdic, dem ersten König von Wessex war. Von einigen Historikern wird die These vertreten, dass Cerdic das Vorbild der König Artus-Legende darstellt und Camelot in der Nähe von Chard gelegen haben könnte.
1685 war Chard eine der Ortschaften, in denen der Richter George Jeffreys seine „blutigen“ Gerichtsverhandlungen (Bloody Assizes) durchführte.

## Weiteres
Chard bezeichnet sich selbst als eine Geburtsstätte der Luftfahrt, da hier die Flugpioniere William Samuel Henson und John Stringfellow mehrere dampfgetriebene Motorflugmodelle testeten. Im örtlichen Museum sind Nachbauten der Modelle von Stringfellow zu besichtigen.
Die Wollindustrie und verstärkt der Tourismus bestimmen das Wirtschaftsleben der Gemeinde.

## Städtepartnerschaften
Mit folgenden Städten unterhält Chard Städtepartnerschaften:
- Helmstedt, Deutschland seit 1980
- Morangis, Frankreich seit 1994
- Șeica Mare, Rumänien, seit 2008

## In Chard geboren
- Margaret Bondfield (1873–1953), Gewerkschaftsfunktionärin, Politikerin der Labour Party und erste Ministerin des Vereinigten Königreichs